# 吉兰丹达鲁纳英足球俱乐部
吉兰丹达鲁纳英足球俱乐部（英語：Kelantan Darul Naim Football Club），是马来西亚位于吉兰丹哥打巴鲁的足球俱乐部，于2016年成立，现时参与马来西亚足球超级联赛。

## 荣誉
马来西亚第三级别联赛冠军：2019年